# Gollion
Gollion é uma comuna da Suíça, situada no distrito de Morges, no cantão de Vaud. Tem 5,44 km² de área e sua população em 2018 foi estimada em 941 habitantes.